# Alois Smreker
Alois Smreker, slovinsky Alojzij Smrekar (13. září 1813 Schloss Ruckenstein – 29. září 1876 Vídeň), byl rakouský právník a politik slovinského původu, ale hlásící se k německé národnosti ze Štýrska, během revolučního roku 1848 poslanec Říšského sněmu.

## Biografie
Roku 1849 se uvádí jako Dr. Alois Smrekerer. Byl slovinského původu, ale během roku 1848 se politicky orientoval jako stoupenec německého národní hnutí.
Během revolučního roku 1848 se zapojil do veřejného dění. Ve volbách roku 1848 byl zvolen i na ústavodárný Říšský sněm. Zastupoval volební obvod Sevnica. Tehdy se uváděl coby advokát. Řadil se ke sněmovní levici.
Zemřel září 1876 ve věku 62 let na otok mozku. Zemřel ve všeobecné nemocnici ve Vídni.